# Sumberbendo (Sumberasih)
Sumberbendo is een bestuurslaag in het regentschap Probolinggo van de provincie Oost-Java, Indonesië. Sumberbendo telt 4478 inwoners (volkstelling 2010).